# Ольшевский, Кароль Станислав
Кароль Станислав Ольше́вский пол. Karol Stanisław Olszewski; 29 января 1846[…], Бронишув, Королевство Галиции и Лодомерии — 25 марта 1915, Краков, Цислейтания) — польский физик и химик. С 1888 года был членом Польской (Краковской) академии наук.
Родился в семье помещика, убитого вскоре после рождения сына в ходе Галицийского восстания. Окончил среднюю школу в Тарнуве, с 1866 по 1872 год учился в Ягеллонском университете в Кракове, затем поступил в Гейдельбергский университет, который окончил в 1876 году. После возвращения в Краков сразу же стал доцентом в Ягеллонском университете и уже в том же 1876 году получил учёное звание профессора; заведовал сначала кафедрой общей, а впоследствии — неорганической химии. В 1888 году стал членом-корреспондентом Краковской Академии наук, в 1896 году — академиком.
Большая часть исследований учёного была посвящена физике низких температур. В 1883 году он вместе с Сигизмундом Врублевским первым получил в измеримых количествах жидкий кислород. В 1895 году первым сконденсировал жидкий аргон, сумел получить также жидкий азот и водород, однако не смог сохранить последний в сжиженном состоянии. Определил также критическую точку температуры и давление при ожижении водорода, усовершенствовал оборудование для процесса сжижения. С 1896 по 1905 год предпринял несколько попыток получить жидкий гелий, достигнув при этом температуры порядка нескольких кельвинов, занимался изучением физических свойств различных сконденсированных газов — метана, твёрдого азота. Внёс также вклад в развитие рентгенологии — в 1896 году, спустя год после открытия Рентгена, получил совместно с профессором Обалиньским рентгеновский снимок.